# Mutsu

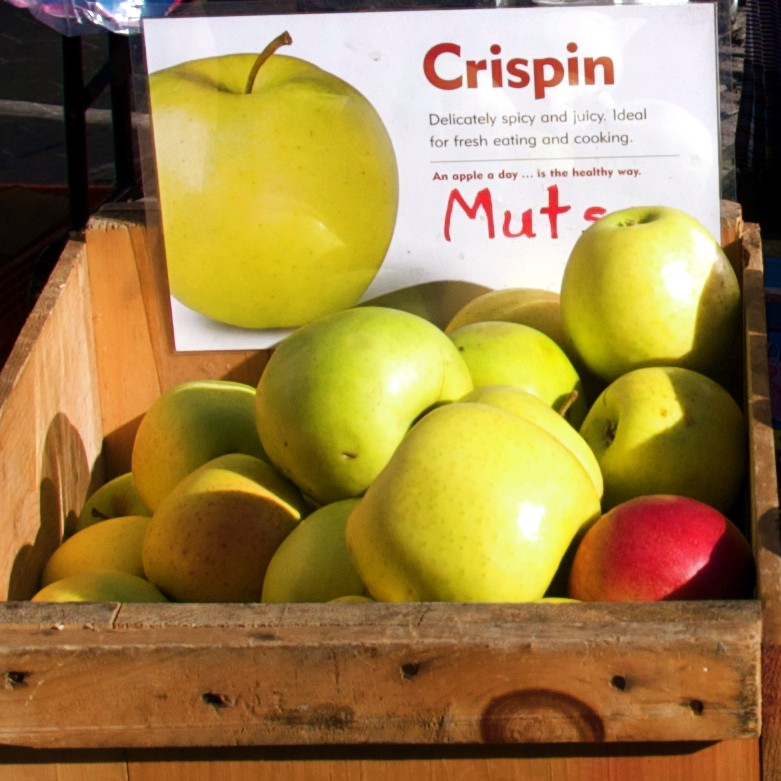
Mutsu

Mutsu är en äppelsort av mestadels gul färg. Mutsu, som har sitt ursprung från Japan, är resultatet av en korsning av Golden Delicious och Indo. Äpplet plockas senast i oktober och behöver därefter lagras fram till december, för att bli moget. Köttet som är grönvitt har en saftig, söt, smak, och är känt för att vara ett frasigt äpple. Sorten är känslig för skorvangrepp. Sorten är triploid och har självsterilitetsgenerna S2S3S20. Blomningen på detta äpple är sen, och Mutsu pollineras av bland andra Aroma, Cox Orange, Filippa, Gloster, Guldparmän, Ingrid Marie, James Grieve, Jonathan och McIntosh. I Sverige odlas Mutsu gynnsammast i zon I-II. Vikt 218 gram, densitet 0,84 Sockerhalt  12,9% Syrahalt 0,51%.